# Bad girls (The Star Sisters)
Bad girls is een lied van The Star Sisters. De A-kant bestaat uit een medley van vijftien disco-covers. De B-kant, Heatwave, is een origineel nummer dat werd geschreven door Patricia Paay en Yvonne Keeley (beide lid van de groep), en Onno van de Laak en René Meister (beide producers van de single).
Het is de laatste single die door The Star Sisters werd uitgebracht. Het stond vier weken in de Nationale Hitparade met nummer 82 als hoogste notering.

## Nummers
A-kant (4:44)
| 1.  | Do ya' think I'm sexy                 | 0:20 |
| 2.  | Bad girls                             | 0:24 |
| 3.  | Do ya' think I'm sexy                 | 0:15 |
| 4.  | Hot stuff                             | 0:35 |
| 5.  | Voulez-vous coucher avec moi ce soir? | 0:43 |
| 6.  | Sex and drugs and rock 'n' roll       | 0:16 |
| 7.  | Let's talk (about sex)                | 0:16 |
| 8.  | We don't have to take our clothes off | 0:33 |
| 9.  | Love to love you                      | 0:19 |
| 10. | Kiss you all over                     | 0:20 |
| 11. | Kiss                                  | 0:02 |
| 12. | I feel love                           | 1:12 |
| 13. | Passion                               | 0:39 |
| 14. | Gimme all your lovin'                 | 0:23 |
| 15. | Kiss                                  | 0:02 |
| 16. | I was made for lovin' you             | 0:36 |
| 17. | Do ya' think I'm sexy                 | 0:35 |

B-kant (4:08)
| 1. | Heatwave |